# میل‌سوپاپ بالاسری

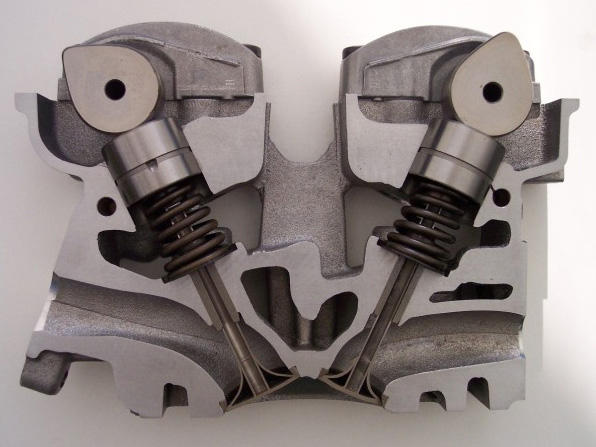
نمای روبه رو از سیلندر و ۲ سامانه بالا بادامک

بالا بادامک (به انگلیسی: Overhead camshaft) که به صورت مختصر به آن (OHC) گویند در واقع گونه‌ای سامانه برای باز کردن پیستون است که از بادامک برای زمانبندی باز و بسته شدن احتراق بهره می‌جوید.
همچنین میل سوپاپ در این نوع موتور در محفظه سرسیلندر (بالای پیستون و محفظه احتراق) قرار دارد.
نسبت به سامانه قدیمی تر سوپاپ رو می‌تواند در حرکت مسیر مستقیم عملکرد بهتری داشته و سوپاپها را باز وبسته کند.